# Меньшов, Константин Александрович
Константи́н Алекса́ндрович Меньшо́в (род. 23 февраля 1983,  Ленинград) — российский фигурист, выступавший в одиночном катании. Бронзовый призёр чемпионата Европы (2014), чемпион России (2011) и шестикратный победитель финала Кубка России (2005, 2006, 2008, 2011—2013). Мастер спорта России международного класса.
По окончании соревновательной карьеры — тренер и хореограф по фигурному катанию. Наряду с Сергеем Вороновым и Елизаветой Туктамышевой, является рекордсменом по числу участий в чемпионатах России (2001, 2003—2016, 15 раз).

## Карьера
Константин в своей спортивной карьере отличается крайней нестабильностью. Несмотря на владение сложными четверными прыжками, он вплоть до 2011 года никогда не был медалистом даже российского чемпионата. Наиболее близко к пьедесталу он подходил на чемпионатах России 2008 и 2010 годов, когда становился четвёртым.
На международной арене наилучшими его результатами были выигранный в 2007 году турнир «NRW Trophy» в немецком Дортмунде, а также серебряная медаль турнира «Coupe de Nice» в 2006 году. В сборную страны на чемпионаты Европы и мира фигурист входил только в качестве запасного.
На чемпионате России 2009 года занял 6-е место и был включен в запас на зимнюю Универсиаду. Однако, из-за подготовки Сергея Воронова и Андрея Лутая к чемпионату мира, в феврале 2009 года, отправился в Китай на Универсиаду, где выступил крайне неровно. В короткой программе занял лишь 25-е место. По правилам принятым на универсиаде, в произвольную программу проходят все участники, а не 24 лучших как на других турнирах по фигурному катанию. Благодаря этому, Константин получил возможность исполнить произвольную программу, где выступил блестяще (были допущены две незначительные ошибки на выездах с прыжков). Чисто исполнил два четверных прыжка (тулуп отдельно и в каскаде, набрал 123.69 балла, что лучше его персонального рекорда за произвольную более чем на 40 баллов и выиграл этот вид программы, но из-за провала в короткой, в итоге оказался только на 7-м месте. Однако это выступление было лучше чем на прошлой Универсиаде и на позапрошлой.
На первый в истории командный чемпионат мира, проводящийся под эгидой ИСУ, Константин был заявлен как запасной. Поскольку Андрей Лутай выступить не смог, Меньшов заменил его на этом турнире. Оценка выступления Константина была весьма противоречивой. С одной стороны, он стал единственным фигуристом, кто исполнил три четверных прыжка в обеих программах, с другой — последнее место по причине низких баллов за компоненты.
В 2011 году Константин впервые поднялся на пьедестал чемпионата России, сразу на первую ступеньку. Чуть раньше, в этом же сезоне, Меньшов дебютировал на домашнем этапе Гран-при, где занял 10-е место, а также принял участие в нескольких второстепенных международных турнирах и завоевал 2 серебряные медали (Nebelhorn Trophy 2010 и Coupe de Nice 2010). Благодаря первому месту национального первенства Константин был отправлен на чемпионат Европы 2011, где стал 7-м. Другой российский одиночник Артур Гачинский (серебряная медаль чемпионата России 2011) стал там же 5-м, поэтому на чемпионат мира 2011 года, где у России было только одно место в мужском одиночном катании, был отправлен Гачинский. На чемпионате России 2014 Константин занял 4 место, но в связи с отказом Евгения Плющенко от участия в чемпионате Европы был включён в состав сборной. После исполнения короткой программы занимал лишь 11 место, однако, безошибочно исполнив произвольную программу, сенсационно занял итоговое 3 место, что является лучшим достижением в его спортивной карьере.
Очень многие думали, что Константин на этом завершит карьеру; тем более на домашние зимние Олимпийские игры он не попадал в качестве даже запасного. На чемпионат мира также его кандидатуру не рассматривали. Однако летом 2014 года Меньшов заявил, что несмотря на возраст продолжит выступления. В конце сентября он оказался бронзовым призёром немецкого Небельхорна. Через месяц он выступал на канадском этапе Гран-при, где в первый день вошёл в тройку лидеров улучшив свои достижения в короткой программе, однако неуверенно откатал произвольную программу и занял пятое место. В конце ноября на французском этапе Гран-при в Бордо прекрасно откатал короткую программу со значительным превосходством своих прежних результатов, но как прежде ему не удалась произвольная. В начале декабря он выступал на хорватском турнире Золотой конёк Загреба 2014 оказался на 3-м месте. На российском чемпионате он занимал после короткой программы 2-е место, однако финишировал на 4-м месте.
В сентябре 2015 года он занял третье место на традиционном турнире в Германии, в короткой программе показал не лучшее катание, однако сумел затем продвинуться на ступень почёта. Через две недели он, к удивлению многих специалистов, выиграл в Финляндии Finlandia Trophy.  В октябре 2015 года на этапе серии Гран-при Skate America он оказался пятым. В середине таблицы он оказался на заключительном этапе Гран-при в Нагано. На национальном чемпионате выступил не совсем удачно, финишировал на седьмом месте.
В 2016 году завершил соревновательную карьеру, начав тренерскую деятельность. Работал в качестве наставника для юных фигуристов. В 2018 году помогал тренеру Максиму Транькову в подготовке спортивной пары Евгении Тарасовой и Владимира Морозова.

## Личная жизнь
В 2011 году окончил ГДОИФК им. П. Ф. Лесгафта. У Константина есть брат-близнец, который работает в аэропромышленности. 

## Результаты
| Соревнования       | 99/00         | 00/01         | 02/03         | 03/04         | 04/05         | 05/06         | 06/07         | 07/08         | 08/09         | 09/10         | 10/11         | 11/12         | 12/13         | 13/14         | 14/15         | 15/16         |
| Международные      | Международные | Международные | Международные | Международные | Международные | Международные | Международные | Международные | Международные | Международные | Международные | Международные | Международные | Международные | Международные | Международные |
| ------------------ | ------------- | ------------- | ------------- | ------------- | ------------- | ------------- | ------------- | ------------- | ------------- | ------------- | ------------- | ------------- | ------------- | ------------- | ------------- | ------------- |
| Чемпионат Европы   |               |               |               |               |               |               |               |               |               |               | 7             |               |               | 3             |               |               |
| Гран-при России    |               |               |               |               |               |               |               |               |               |               | 10            | 8             | 4             | 4             |               |               |
| Гран-при Японии    |               |               |               |               |               |               |               |               |               |               |               | 6             |               | 8             |               | 6             |
| Гран-при США       |               |               |               |               |               |               |               |               |               |               |               |               | 4             |               |               | 5             |
| Гран-при Франции   |               |               |               |               |               |               |               |               |               |               |               |               |               |               | 4             |               |
| Гран-при Канады    |               |               |               |               |               |               |               |               |               |               |               |               |               |               | 5             |               |
| Merano Cup         |               |               |               |               |               |               |               |               |               |               |               |               |               |               |               | 1             |
| Золотой конёк      |               |               |               |               |               |               |               |               |               |               |               |               |               |               | 3             |               |
| World Team Trophy  |               |               |               |               |               |               |               |               | 5             |               |               |               |               |               |               |               |
| NRW Trophy         |               |               |               |               |               |               |               | 1             |               |               |               |               | 1             |               |               |               |
| Gardena Trophy     |               |               |               |               |               |               |               |               |               |               |               | 1             |               |               |               |               |
| Finlandia Trophy   |               |               |               |               |               |               |               | 5             | 4             | 5             | 6             |               |               |               |               | 1             |
| Универсиада        |               |               |               |               | 11            |               | 11            |               | 7             |               |               |               |               |               |               |               |
| Кубок Ниццы        |               |               | 1             |               | 4             |               |               | 2             | 4             | 4             | 2             | 3             |               | 2             |               |               |
| Nebelhorn Trophy   |               |               |               |               | 13            |               |               |               | 11            |               | 2             | 7             | 2             |               | 3             | 3             |
| Национальные       |               |               |               |               |               |               |               |               |               |               |               |               |               |               |               |               |
| Чемпионат России   |               | 17            | 9             | 5             | 11            | 8             | 5             | 4             | 6             | 4             | 1             | 7             | 3             | 4             | 4             | 7             |
| Финал Кубка России |               | 4             | 3             |               | 1             | 1             | 2             | 1             |               |               | 1             | 1             | 1             |               |               |               |
| ЧР среди юниоров   | 18            | 16            |               |               |               |               |               |               |               |               |               |               |               |               |               |               |